# Zieria compacta
Zieria compacta är en vinruteväxtart som beskrevs av Cyril Tenison White. Zieria compacta ingår i släktet Zieria och familjen vinruteväxter. Inga underarter finns listade i Catalogue of Life.